# 陳氏影業
陳氏影業（英語：Tan's Film）是一家位於荷屬東印度（今印度尼西亞）的電影製作公司，由陳坤耀、陳坤顯兄弟在1929年9月1日創辦，並於同年製作第一部電影《达西玛姨娘》，自此共計製作了15部電影，目標觀眾以土著為主。這家公司在1942年日本佔領東印度群島之後解散，陳氏兄弟直至1948年才能夠重返電影事業。

## 歷史

### 第一次運作

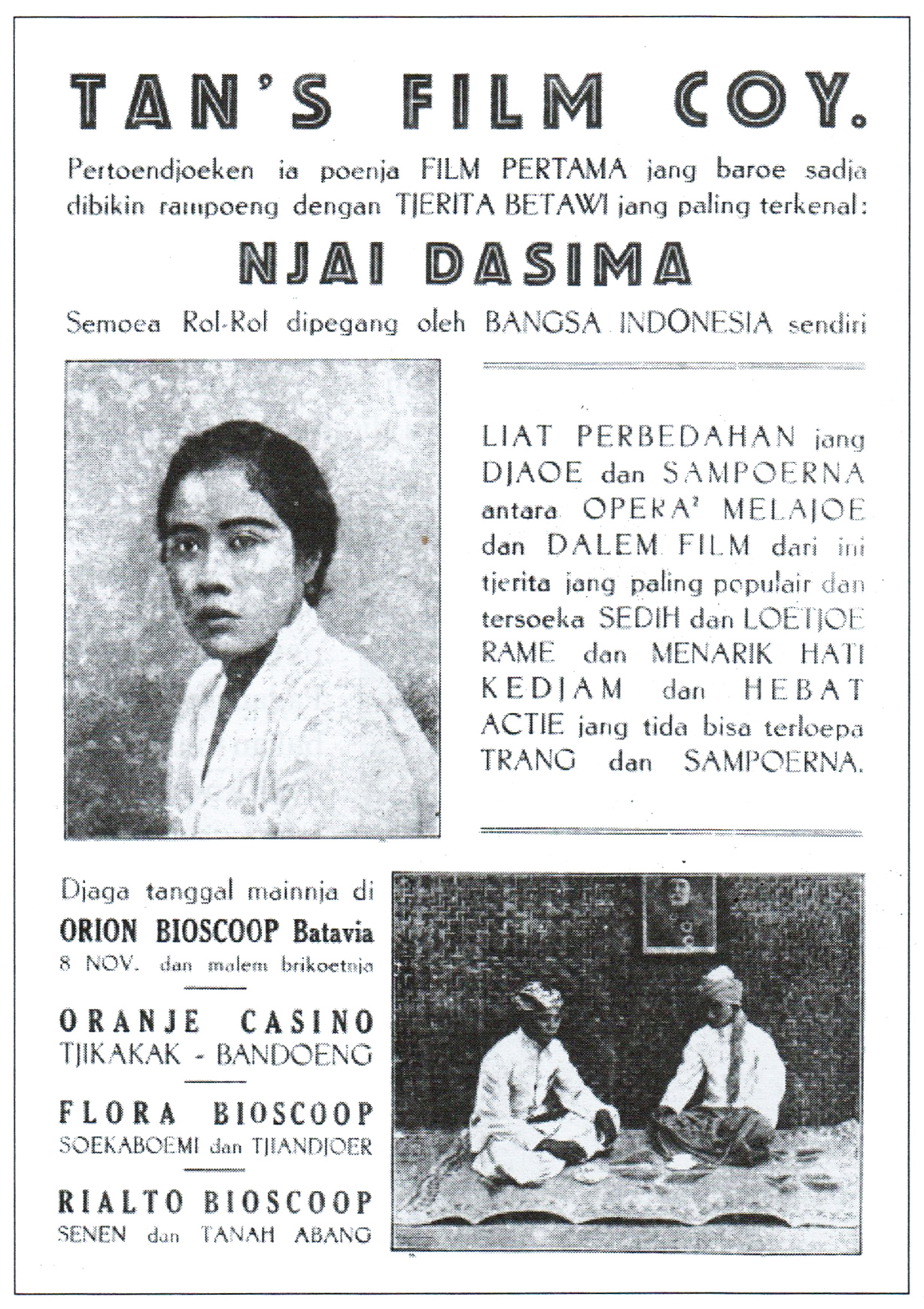
陳氏影業第一部電影（1929年）的廣告

陳氏影業由陳坤耀（Tan Khoen Yauw）、陳坤顯（Tan Khoen Hian）兄弟創辦，在1929年9月1日成立。在1929年，東印度群島新開設了3家製片廠，陳氏影業就是其中之一，另外還包括南興電影公司（Nansing Film Corporation）和另一家華資製片廠。陳氏影業在范登博世防線（Defensielijn v.d. Bosch，今朋古勿剎大道）興建了一座大型製片廠，這家廠房設有服裝部、拍攝部、制景部等多個部門。
陳氏兄弟在巴達維亞桂當（今屬雅加達中區老巴剎鎮）成長，自小就跟土著有密切的交往，他們製作的電影也把出身低下階層的人士（當中大多數是土著）定為目標受眾。為了實現這個目標，他們把馬來語話劇（tonil）改編成電影，這個做法是成功的。陳氏影業並不是第一家為這群受眾製作電影的製片廠，之前G·克魯格爾斯旗下的克魯格爾斯影業曾經在1927年發行電影《安斯·阿琪》，嘗試吸引土著觀眾觀看。
陳氏影業在1929年11月推出的第一部作品《达西玛姨娘》是一部默片，改編自G·法蘭西斯（G. Francis）在1896年發表，後來改編成話劇的小說《达西玛姨娘的故事》（Story of Njai Dasima）。這部電影大收旺場，印尼電影歷史學家米斯巴赫·尤薩·比蘭甚至還說，電影院只要放映這部電影一次，就可以填補幾天以來的虧損。陳氏兄弟在1930年發行的片目包括兩部改編自話劇的電影作品——動作片《隆達》和愛情片《阿甘的茉莉花》，《达西玛姨娘》的同名續集，以及《达西玛姨娘》的續作《南希報仇》。以收入而言，《达西玛姨娘》系列的續作和《阿甘的茉莉花》都是成功的電影。
由於製作成本上漲的關係，陳氏兄弟在1932年以有聲電影的形式重拍《达西玛姨娘》之後，就關閉了製片廠。有聲版《达西玛姨娘》由巴赫迪亞·埃芬迪執導，由克魯格爾斯拍攝。克魯格爾斯耗盡資金後，陳氏兄弟還為他發行了一部題為《被迫結婚》的電影。

### 第二次運作

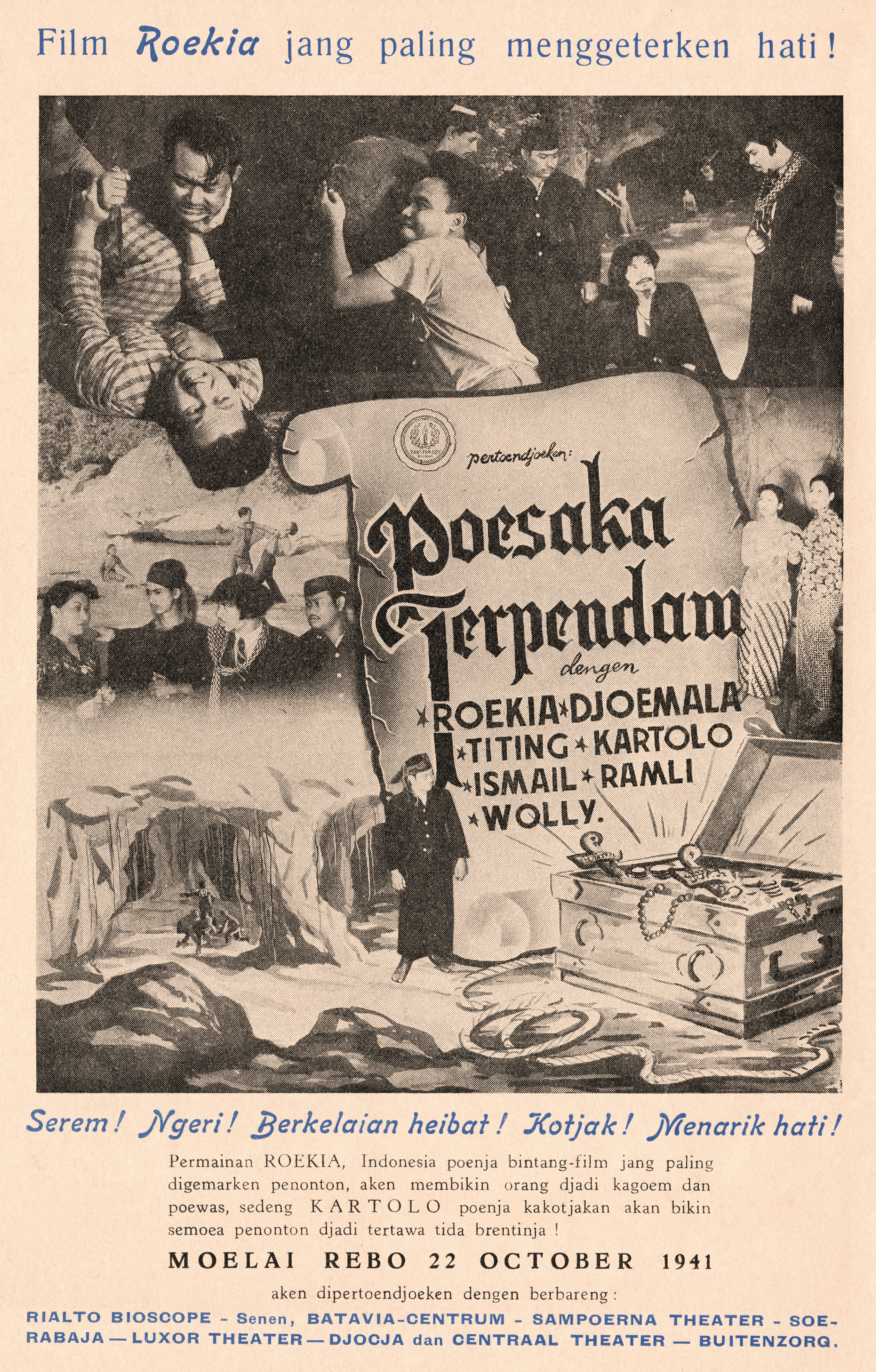
陳氏影業最後一部電影（1941年）的雜誌廣告。

陳坤顯在1938年聯同在美國出生的華裔電影導演約書亞·王、奧斯尼爾·王重建陳氏影業，陳坤顯負責提供資金，王氏兄弟則負責製片廠的日常運作。陳氏影業恢復運作後發行的第一部電影《法蒂玛》在1938年上映，這部電影緊接着不久前由全荷屬東印度影片公司（Algemeen Nederlandsch Indisch Filmsyndicaat, ANIF）推出，大受歡迎的電影《月光曲》上映，兩者之間的共通點很多，起用的編劇、配樂師和演員都是同一群人。陳氏影業能夠掏出比全荷屬東印度影片公司多一倍的價錢，以每個月150盾的片酬聘請《月光曲》的女主角魯姬亞參演《法蒂玛》，另外還把一筆50盾的款項發放給她的丈夫卡托羅。《法蒂玛》耗資7,000盾製作，結果以20萬盾的票房收入大獲成功。陳氏影業在1939年推出電影《黑烏鴉》，故事改編自《月光曲》的一部份情節，主角稱為「黑烏鴉」，是一個類似於蘇洛的人物。他們又在一年後的4月推出另一部電影《西蒂·阿克巴麗》，故事內容同樣受到《月光曲》的影響。雖然這兩部電影追不上《法蒂玛》的成績，不過還算成功。
陳氏影業在1940年已經成為東印度群島六大製片商之一，《法蒂瑪》的成功也成為鼓勵商人在東印度群島開設製片廠的因素之一，這股浪潮直至1941年才告一段落。由於來自同行（特別是爪哇工業電影公司）的競爭日益激烈，所以陳氏影業出品的票房成績開始走下坡路。約書亞·王開始為東方影業工作，《法蒂玛》大獲成功之後公司最重要的男演員拉登·莫赫達爾因為一次薪資糾紛而決定離巢，編劇沙倫也在1940年離開公司。結果陳氏影業製作電影的速度大幅放緩，他們在一年內只能夠推出兩部電影。
陳氏影業在1940年推出的兩部作品《魯姬哈蒂》和《七重天》以收入而言都是成功的作品，之後他們耗費鉅資，搭建了一座龐大的宮殿場景，用以拍攝電影《飛馬》和《阿拉丁與燈神》（Aladin dengan Lampu Wasiat，1941年製作）。《飛馬》在1941年面世，同年陳氏影業發行的片目還有《深埋的寶藏》。1942年初日本佔領東印度群島，陳氏影業也隨之關閉，直至日佔時期結束後，陳氏兄弟和王氏兄弟才在1948年合作創辦另一家名為「陳氏與王氏兄弟」（Tan & Wong Bros.）的電影公司。獨立戰爭結束後，《阿拉丁與燈神》也在1950年登上大銀幕。

## 片目
根據比蘭在2009年的記載，陳氏影業兩次運作期間發行的片目包括 ：
- 《达西玛姨娘》（1929年／1930年）
- 《南希報仇》（1930年）
- 《阿甘的茉莉花》（1930年）
- 《隆達》（1930年）
- 《被迫結婚》（1931年）
- 《达西玛姨娘》（1932年）
- 《法蒂玛》（1938年）
- 《黑烏鴉》（1939年）
- 《西蒂·阿克巴麗》（1940年）
- 《七重天》（1940年）
- 《魯姬哈蒂》（1940年）
- 《飛馬》（1941年）
- 《深埋的寶藏》（1941年）
- 《阿拉丁與燈神》（Aladin dengan Lampu Wasiat；1941年）

## 脚注
1. 1 2 3  Pemprov DKI Jakarta, Tan's Film.
2. 1 2  Biran 2009，第174頁.
3. ↑  Biran 2009，第86頁.
4. 1 2  Prayogo 2009，第12–13頁.
5. 1 2 3 4  Biran 2009，第98頁.
6. ↑  Biran 2009，第99頁.
7. ↑  Biran 2009，第97頁.
8. ↑  Biran 2009，第99-100頁.
9. ↑  Biran 2009，第24頁.
10. ↑  Biran 2009，第99–100頁.
11. 1 2  Heider 1991，第15頁.
12. ↑  Biran 2009，第105–106頁.
13. ↑  Biran 2009，第111頁.
14. 1 2  Biran 2009，第175頁.
15. 1 2  Imanjaya 2006，第111頁.
16. ↑  Biran 2009，第176頁.
17. 1 2  Biran 2009，第212頁.
18. ↑  Biran 2009，第205頁.
19. 1 2 3  Biran 2009，第214頁.
20. ↑  Biran 2009，第249頁.
21. ↑  Biran 2009，第367頁.
22. ↑  Biran 2009，第250頁.
23. ↑  Biran 2009，第379–387頁.

## 外部連結
- 互联网电影数据库上陳氏影業的资料（英文）